# Australia na Letnich Igrzyskach Olimpijskich 1896
Australia na Letnich Igrzyskach Olimpijskich 1896 w Atenach była reprezentowana przez jednego zawodnika pochodzącego z Anglii, który jednak większość życia spędził w Wiktorii – Edwina „Teddy’ego” Flacka. Zawodnik ten wystartował w pięciu konkurencjach, zdobywając trzy medale (jeden w grze podwójnej z Brytyjczykiem George’em S. Robertsonem w tenisie). 

## Skład reprezentacji

### Lekkoatletyka
W zawodach lekkoatletycznych Teddy Flack wystartował w trzech konkurencjach biegowych. W biegu na 800 metrów, walczył z nim do końca Węgier Nándor Dáni, z którym ostatecznie Teddy Flack wygrał z przewagą mniej niż 1 sekundy.
Podobnie w biegu na 1500 metrów, tym razem jednak pokonał o około 0,4 s. Arthura Blake’a ze Stanów Zjednoczonych.
Australijczyk nie ukończył natomiast biegu maratońskiego, w którym padł nieprzytomny na 37 kilometrze.
| Zawodnik    | Konkurencja | Eliminacje | Eliminacje | Finał  | Finał   |
| Zawodnik    | Konkurencja | Wynik      | Miejsce    | Wynik  | Miejsce |
| ----------- | ----------- | ---------- | ---------- | ------ | ------- |
| Teddy Flack | 800 metrów  | 2:10,0     | 1. Q       | 2:11,0 | złoto   |
| Teddy Flack | 1500 metrów | —          | —          | 4:33,2 | złoto   |
| Teddy Flack | Maraton     | —          | —          | DNF    | DNF     |

### Tenis ziemny
| Zawodnik                        | Konkurencja    | 1 Runda          | Ćwierćfinały     | Półfinały        | Finał            | Finał   |
| Zawodnik                        | Konkurencja    | Przeciwnik Wynik | Przeciwnik Wynik | Przeciwnik Wynik | Przeciwnik Wynik | Pozycja |
| ------------------------------- | -------------- | ---------------- | ---------------- | ---------------- | ---------------- | ------- |
| Teddy Flack                     | gra pojedyncza | Akratopulos P    | NQ               | NQ               | NQ               | 8.      |
| Teddy Flack George S. Robertson | gra podwójna   | —                | BYE              | Petrokokinos P   | NQ               | [ 3 ]   |